# Mandala (Gapura)
Mandala is een bestuurslaag in het regentschap Sumenep van de provincie Oost-Java, Indonesië. Mandala telt 635 inwoners (volkstelling 2010).